# Oldemeule
De Oldemeule is een korenwatermolen in de buurtschap Oele in de Nederlandse gemeente Hengelo. Ook was Oldemeule de naam van de vroegere havezate waartoe de huidige molen Oldemeule behoorde.

## Watermolen
Tegenwoordig bestaat alleen de korenmolen van de Oldemeule nog. Deze ligt op de rechteroever van de Oelerbeek. Tot circa 1900 lag tegenover de korenmolen een oliemolen.
Het huidige molengebouw is gebouwd in 1690 door Joost Christoffer van Bevervoorde en zijn vrouw Judith Margareta van Coeverden. Een gevelsteen links van de ingang herinnert aan deze bouwactiviteiten. Het gebouw is opgetrokken in vakwerk met deels bakstenen wanden en deels een planken bekleding. Oorspronkelijk had de molen ook een bovenslagrad, tegenwoordig rest alleen het onderslagrad.
De molen werd gerestaureerd in de jaren 1971-1976.

## Havezate
De havezate Oldemeule was een van de zes havezaten van het richterambt Delden. Het was de tweede in rang, na Twickel. Oldemeule, destijds nog een gewone boerderij, genoemd naar de bijbehorende watermolen, wordt al genoemd op een 13e- of vroeg-14e-eeuwse lijst van leengoederen van Rodolf van Bevervoorde en zijn zonen. Zij hielden Oldemole in Odele in leen van de graaf van Bentheim, net als onder andere de ook in Oele gelegen erven Vokkink (Fockkinch), en Nijhuis (Nova domus). Na het overlijden van de laatste mannelijke Van Bevervoorde in 1700 ging het goed door huwelijk over in handen van de familie Von Munchhausen. In 1798 zagen zij zich genoodzaakt de havezate te veilen.

### Lijst van eigenaren Oldemeule

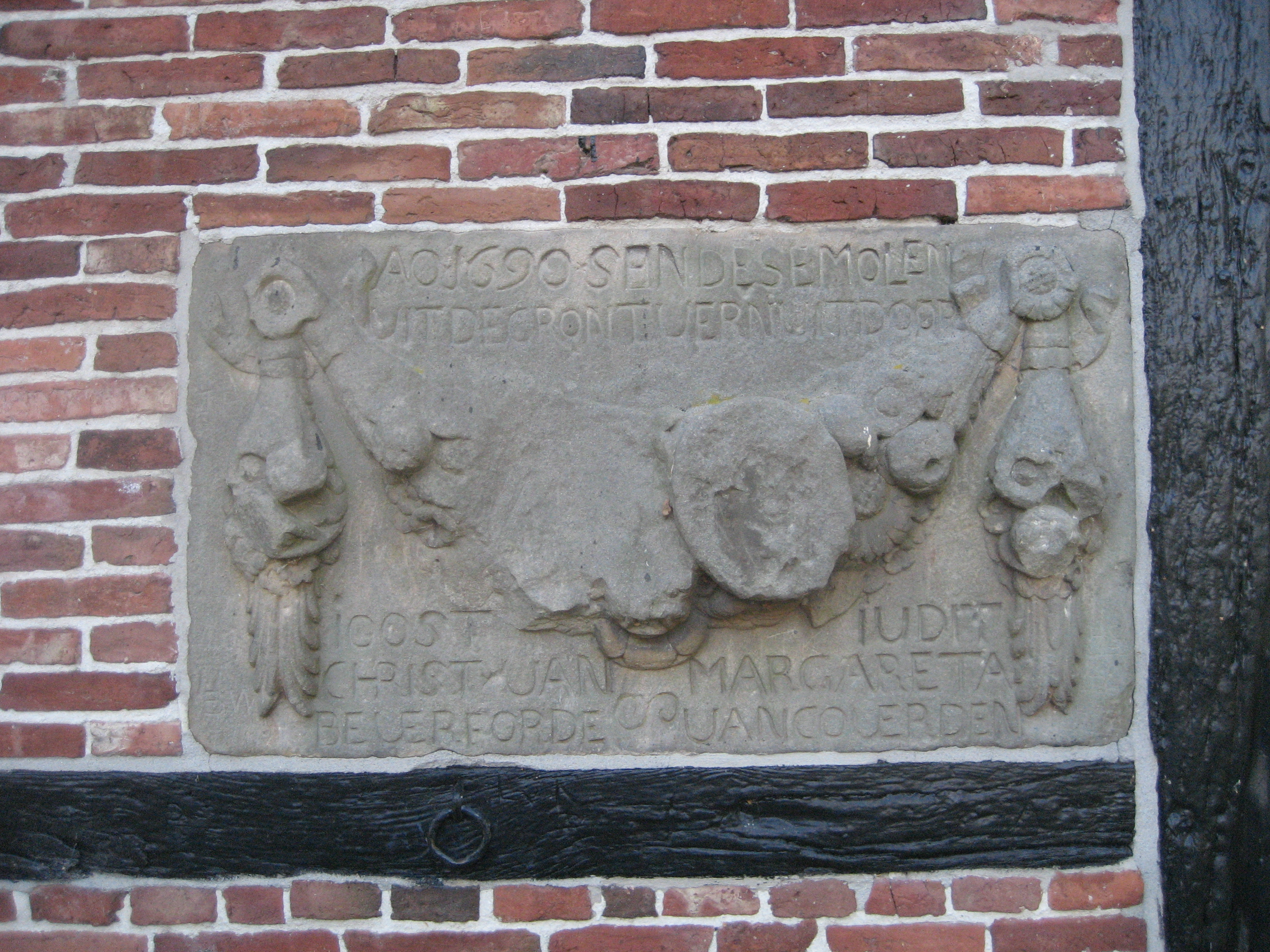
Gevelsteen (anno 1690)

- (voor 1308) ridder Rodolf van Bevervoorde en zonen
- (1334) ridder Evert van Bevervoorde
- (1368) Geert van Bevervoorde Johanszoon, neef van voorgaande
- - 1410 Johan II van Bevervoorde (-1410), zoon van voorgaande
- 1410 - 1474 Berend I van Bevervoorde (-1474), zoon van voorgaande
- 1474 - circa 1510 Johan III van Bevervoorde, zoon van voorgaande
- circa 1510 - 1529 Berend II van Bevervoorde (-1529), broer van voorgaande
- 1531 - 1560 Berend III van Bevervoorde (-1560), zoon van voorgaande
- 1560 - circa 1566 Klaas van Bevervoorde, broer van voorgaande
- circa 1566 - 1578 onverdeeld bezit kinderen van Klaas van Bevervoorde
- 1578 - 1610 Joost van Bevervoorde (-1610), broer van voorgaande
- 1610 - 1678 Nicolaas Christoffer van Bevervoorde (-1678), zoon van voorgaande, tot 1620 samen met zus Anna Judith
- 1678 - 1700 Joost Christoffer van Bevervoorde (-1700), zoon van Nicolaas Christoffer
- 1700 - 1727 Otto Georg van Munchhausen (1659-1727), zwager van de voorgaande

## Referentie
1. ↑  Tilly hesselink-van de Riet, Wilhelm Kohl, bewerking, De heerlijkheid Bevervorde/Beverförde in Twente, Stichting De Twentse Krans, 2005, ISBN 90-809828-1-4. Hesselink-Van der Riet en Kohl dateren dit deel van de lijst tussen 1260 en 1270.